# Remember That Night
Remember That Night je třetí videozáznam koncertu britského kytaristy a zpěváka Davida Gilmoura, jenž je známý především jako člen art rockové skupiny Pink Floyd. Video vyšlo na DVD v září 2007, verze na BD se dostala do prodeje v listopadu téhož roku.
Vydané DVD obsahuje dva disky. Na prvním z nich se nachází vlastní koncert z Royal Albert Hall (RAH) v Londýně. Disk číslo 2 obsahuje bonusový materiál: některé vynechané skladby z koncertu v RAH, videoklipy, část vystoupení v Mermaid Theatre, fotogalerii a další bonusy.
Záznam vydaný na prvním disku Remember That Night byl natočen během tří koncertů v Royal Albert Hall mezi 29. a 31. květnem 2006. Jednalo se o finální koncerty turné ke Gilmourovu albu On an Island (několik dalších vystoupení bylo později přidáno na červenec a srpen 2006), na které si autor pozval i některé hosty.

## Seznam skladeb

### Disk 1
Koncert z Royal Albert Hall v Londýně.
1. „Speak to Me“ (Mason)
2. „Breathe“ (Waters/Gilmour/Wright)
3. „Time“ (Waters/Mason/Gilmour/Wright)
4. „Breathe (Reprise)“ (Gilmour/Waters)
5. „Castellorizon“ (Gilmour)
6. „On an Island“ (Gilmour/Samson)
7. „The Blue“ (Gilmour/Samson)
8. „Red Sky at Night“ (Gilmour)
9. „This Heaven“ (Gilmour/Samson)
10. „Then I Close My Eyes“ (Gilmour)
11. „Smile“ (Gilmour/Samson)
12. „Take a Breath“ (Gilmour/Samson)
13. „A Pocketful of Stones“ (Gilmour/Samson)
14. „Where We Start“ (Gilmour)
15. „Shine On You Crazy Diamond (Parts I–V)“ (Gilmour/Waters/Wright)
16. „Fat Old Sun“ (Gilmour)
17. „Coming Back to Life“ (Gilmour)
18. „High Hopes“ (Gilmour/Samson)
19. „Echoes“ (Waters/Gilmour/Wright/Mason)
20. „Wish You Were Here“ (Gilmour/Waters)
21. „Find the Cost of Freedom“ (Stills)
22. „Arnold Layne“ (Barrett)
23. „Comfortably Numb“ (Gilmour/Waters)

### Disk 2
Bonusové skladby z Royal Albert Hall v Londýně.
1. „Wot's… Uh the Deal?“ (Waters/Gilmour)
2. „Dominoes“ (Barrett)
3. „Wearing the Inside Out“ (Wright/Moore)
4. „Arnold Layne“ (Barrett)
5. „Comfortably Numb“ (Gilmour/Waters)

Další bonusové skladby.
1. „Dark Globe“ (video)
2. „Echoes“ (akustická verze z dokumentu Live from Abbey Road, skrytá skladba)
3. „Astronomy Domine“ (z dokumentu Live from Abbey Road)
4. „On an Island“ (videoklip)
5. „Smile“ (videoklip)
6. „This Heaven“ (nahráno ve studiích AOL)
7. „Island Jam“ (verze z ledna 2007, nahrána jako „The Barn“)

Bonusové skladby z Mermaid Theatre v Londýně z března 2006.
1. „Castellorizon“ (Gilmour)
2. „On an Island“ (Gilmour/Samson)
3. „The Blue“ (Gilmour/Samson)
4. „Take a Breath“ (Gilmour/Samson)
5. „High Hopes“ (Gilmour/Samson)

Dokumenty
Fotogalerie
Credits

## Obsazení
- David Gilmour – elektrická kytara, akustická kytara, klasická kytara, lap steel kytara, cümbüş, altsaxofon, zpěv, vokály
- Rick Wright – Hammondovy varhany, piano, syntezátory, zpěv, vokály
- Dick Parry – tenorsaxofon, barytonsaxofon, elektronické varhany
- Phil Manzanera – dvanáctistrunná kytara, elektrická kytara, klasická kytara, vokály
- Guy Pratt – baskytara, kontrabas, elektrická kytara, vokály
- Jon Carin – syntezátory, lap steel kytara, programování, vokály
- Steve DiStanislao – bicí, perkuse, vokály
- David Bowie – zpěv (22, 23)
- David Crosby, Graham Nash – vokály (6, 7, 15, 21)
- Robert Wyatt – kornet (10)